# Mühlwasser (Lauter)
Das Mühlwasser ist ein 7,0 km langer, rechter Zufluss der Lauter im Thüringer Wald, an der Nordwestgrenze der kreisfreien Stadt Suhl zu Zella-Mehlis bzw. zum Landkreis Schmalkalden-Meiningen. Dabei bildet der Fluss in seinem Verlauf von seiner Quelle am Nordwesthang des Wildekopfes in westnordwestliche, südwestliche und schließlich südliche Richtung bis zur B 247 auf mehr als der Hälfte seiner Länge ungefähr die Gemeindegrenze.
Der Fächer des Mühlwassers stellt die westliche Hälfte des Fächers seines Vorfluters Lauter dar, der wiederum den Nordosten des Fächers der Hasel einnimmt, innerhalb dessen Lauter-Oberlauf und Mühlwasser wichtige Hauptarme darstellen. Wesentliche Charakteristika des Lauter-Systems treffen insbesondere auch auf das Mühlwasser und seine Zuflüsse zu.
Das durchschnittliche Sohlgefälle des namentlichen Mühlwassers liegt mit 5,8 % in der Größenordnung dessen des Lauter-Oberlaufes bis zur Mühlwasser-Mündung.